# Arcos de la Frontera
Arcos de la Frontera é um município da Espanha na província de Cádiz, comunidade autónoma da Andaluzia, de área 528 km² com população de 30508 habitantes (2007) e densidade populacional de 57,78 hab./km².
Faz parte da Rota das aldeias brancas.

## Demografia
| Variação demográfica do município entre 1991 e 2004 | Variação demográfica do município entre 1991 e 2004 | Variação demográfica do município entre 1991 e 2004 | Variação demográfica do município entre 1991 e 2004 |
| --------------------------------------------------- | --------------------------------------------------- | --------------------------------------------------- | --------------------------------------------------- |
| 1991                                                | 1996                                                | 2001                                                | 2004                                                |
| 26946                                               | 28110                                               | 27849                                               | 29079                                               |